# Bernd Büchner
Bernd Büchner (* 26. Mai 1961 in Bergisch Gladbach) ist ein deutscher Physiker und seit 2018 Wissenschaftlicher Direktor des Leibniz-Instituts für Festkörper- und Werkstoffforschung (IFW) in Dresden.

## Leben
Büchner absolvierte bis 1989 an der Universität zu Köln sein Physikstudium. Hier wurde ihm der Doktor der Naturwissenschaften (1993) verliehen und habilitierte er 1999. Bis 2000 lehrte er Physik an der Universität in Köln und wechselte dann als Gastprofessor an die Universität Braunschweig. Von Dezember 2000 bis 2003 wirkte er an der RWTH Aachen. Im September 2003 wurde Büchner Professor für Experimentalphysik der TU Dresden in der Arbeitsgruppe Experimentelle Festkörperphysik. Ebenfalls 2003 wurde er Direktor des Institute for Solid State Research am IFW.